# Max Missmann

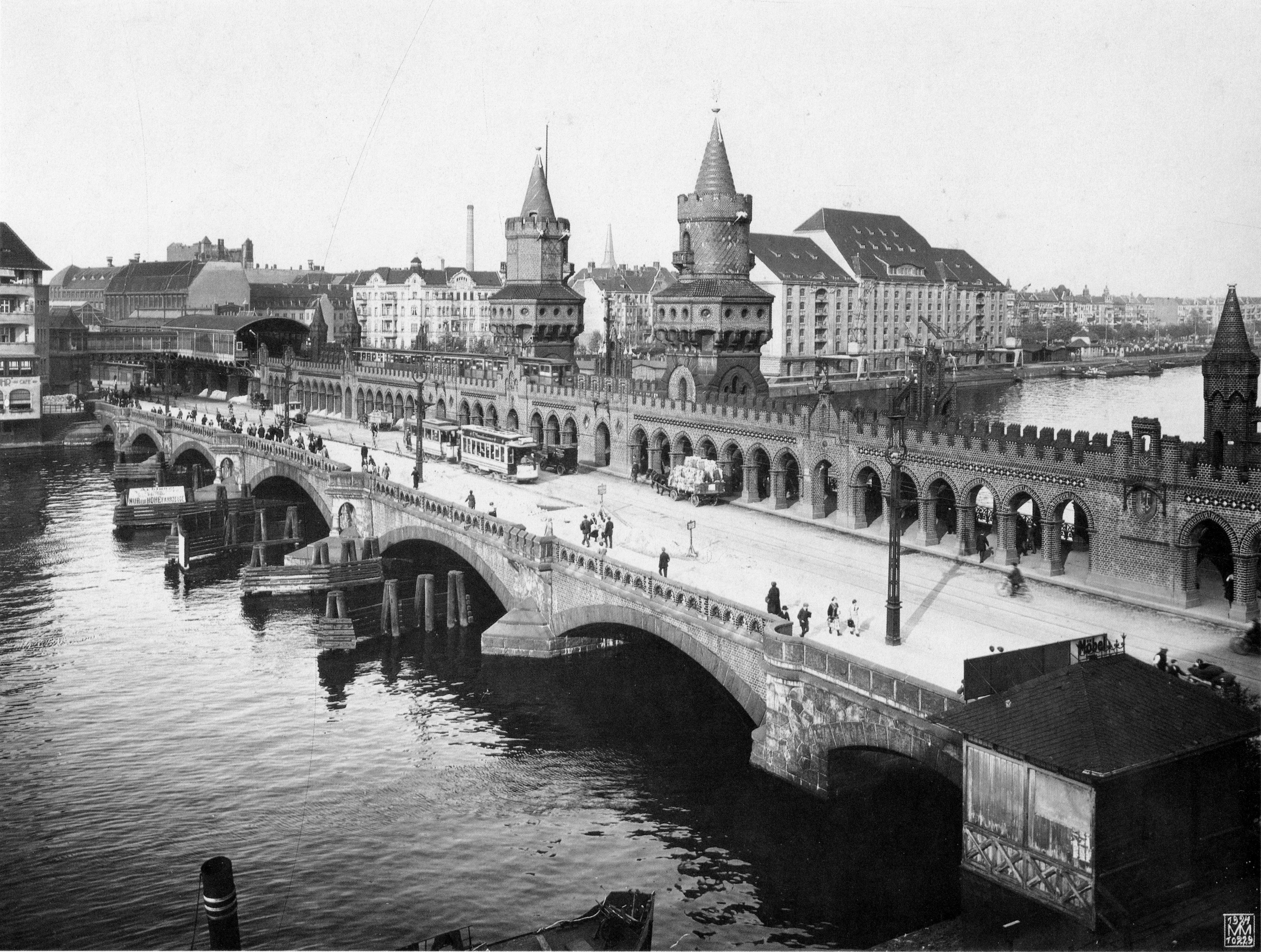
Oberbaumbrücke in Berlin,
Foto von Max Missmann, 1924

Theodor Max Missmann (* 27. Juni 1874 in Berlin; † 3. Oktober 1945 ebenda) war ein deutscher Berufsfotograf.

## Leben
Missmann, Sohn eines Uhrmachers, machte zunächst eine Lehre als Dekorateur, wechselte dann aber in eine Ausbildung beim Photographischen Atelier Zander & Labisch. Missmann absolvierte seine Meisterprüfung und eröffnete 1903 sein eigenes Fotoatelier im Haus Skalitzer Straße 45, in der Nähe des Görlitzer Bahnhofs und direkt gegenüber der Emmauskirche. Bald darauf verlagerte er das Atelier in das Gebäude Kottbusser Ufer 57 (heute: Fraenkelufer Ecke Paul-Lincke-Ufer) und firmierte als Photographisches Institut für Architektur, Industrie und Illustration. Das Atelier wechselte noch mehrmals den Standort, zuletzt nach SW 61 in das Eckhaus Gneisenaustraße 22 / Zossener Straße, wo Missmann bis zur Zerstörung des Hauses bei einem alliierten Bombenangriff im Januar 1944 lebte und arbeitete.
Missmann war auf Industriefotografie, Architekturfotografie und Landschaftsfotografie spezialisiert. Seine überlieferten Aufnahmen sind besonders als Zeitzeugnisse der Entwicklung Berlins nach der Jahrhundertwende von Bedeutung (ähnlich denen seines Zeitgenossen Waldemar Titzenthaler). Eine Sammlung seiner Fotos befindet sich heute im Landesarchiv Berlin, allerdings nur in Form von Abzügen. Die seit dem Zweiten Weltkrieg als verschollen geltenden Glasplatten-Negative wurden offenbar nicht alle vernichtet. Das Stadtmuseum Berlin erhielt jüngst eine Schenkung von 58 Original-Negativplatten, darunter Aufnahmen aus Berlin (u. a. Tiergarten, Siegessäule) und aus Hamburg (St. Pauli-Landungsbrücken, Rathaus), signiert und datiert um 1904 bis um 1930, sowie Reproduktions-Fotografien von Gemälden und Zeichnungen.
Missmann war seit 1906 mit Marie Starke verheiratet und hatte mit ihr drei Töchter. Er wurde auf dem Friedhof der Friedrichswerderschen Gemeinde an der Bergmannstraße beigesetzt. Sein Enkel war der Essayist Michael Rutschky.

## Postume Veröffentlichungen
- Wolfgang Gottschalk (Hrsg.): Alt-Berlin. Historische Fotografien von Max Missmann. Kiepenheuer, Leipzig / Weimar 1987, ISBN 3-378-00031-7.
- Janos Frecot, Elisabeth Moortgat (Hrsg.): Max Missmann, Photograph für Architektur, Industrie, Installation, Landschaft und Technik. Berlin 1989. (Ausstellungskatalog der Berlinischen Galerie)
- Wolfgang Gottschalk (Hrsg.): Das große Berlin. Max Missmann, Photographien 1899–1935. Argon, Berlin 1991, ISBN 3-87024-176-4.
- Wolfgang Gottschalk (Hrsg.): Bahnhöfe in Berlin. Photographien von Max Missmann 1903–1930. Argon, Berlin 1991, ISBN 3-87024-190-X.
- Hans-Werner Klünner (Hrsg.): Berliner Plätze. Photographien von Max Missmann. Argon, Berlin 1992, ISBN 3-87024-223-X.

## Ausstellungen
- 2014: Berliner Ansichten, Fotografien von Max Missmann und Jochen Wermann 1904–2014, Märkisches Museum, Berlin[1]